# 金沢一矢
金沢 一矢（かなざわ かずや、2002年10月31日 - ）は大阪府出身のプロサッカー選手。JFL・いわてグルージャ盛岡所属。ポジションはDF。

## 来歴
京都橘高校では背番号17番（3年次は4番）を身に着け、センターバックを担当していた。高校卒業後は同志社大学に入学。背番号は4番を身に着けていた。
2024年3月22日、「2024年JFA・Jリーグ特別指定選手」認定と、愛媛FCに2025シーズンから加入することが発表された。
2025年8月4日、いわてグルージャ盛岡に育成型期限付き移籍を発表。

## 所属クラブ
- ダックSC
- レオSC
- 2018年 - 2020年 京都橘高等学校
- 2021年 - 2024年 同志社大学
  - 2024年  愛媛FC（特別指定選手）
- 2025年 -  愛媛FC
  - 2025年8月 -  いわてグルージャ盛岡（育成型期限付き移籍）

## 個人成績
| 国内大会個人成績 | 国内大会個人成績 | 国内大会個人成績 | 国内大会個人成績 | 国内大会個人成績 | 国内大会個人成績 | 国内大会個人成績 | 国内大会個人成績 | 国内大会個人成績 | 国内大会個人成績 | 国内大会個人成績 | 国内大会個人成績 |
| 年度             | クラブ           | 背番号           | リーグ           | リーグ戦         | リーグ戦         | リーグ杯         | リーグ杯         | オープン杯       | オープン杯       | 期間通算         | 期間通算         |
| 年度             | クラブ           | 背番号           | リーグ           | 出場             | 得点             | 出場             | 得点             | 出場             | 得点             | 出場             | 得点             |
| 日本             | 日本             | 日本             | 日本             | リーグ戦         | リーグ戦         | リーグ杯         | リーグ杯         | 天皇杯           | 天皇杯           | 期間通算         | 期間通算         |
| ---------------- | ---------------- | ---------------- | ---------------- | ---------------- | ---------------- | ---------------- | ---------------- | ---------------- | ---------------- | ---------------- | ---------------- |
| 2022             | 同志社大学       | 4                | 他               | -                | -                | -                | -                | 1                | 0                | 1                | 0                |
| 2025             | 愛媛             | 26               | J2               | 2                | 0                | 0                | 0                | 1                | 0                | 3                | 0                |
| 2025             | 岩手             | 5                | JFL              |                  |                  | -                | -                | -                | -                |                  |                  |
| 通算             | 日本             | 日本             | J2               | 2                | 0                | 0                | 0                | 1                | 0                | 3                | 0                |
| 通算             | 日本             | 日本             | JFL              |                  |                  | -                | -                | -                | -                |                  |                  |
| 通算             | 日本             | 日本             | 他               | -                | -                | -                | -                | 1                | 0                | 1                | 0                |
| 総通算           | 総通算           | 総通算           | 総通算           | 2                | 0                | 0                | 0                | 2                | 0                | 4                | 0                |

- 2024年は特別指定選手（出場なし）。

出場歴
- Jリーグ初出場 - 2025年3月8日 J2第4節 FC今治戦 (ニンジニアスタジアム)

## エピソード
幼少期に兄から「サッカーをやるなら左足で蹴れるようにしておけ」とアドバイスをもらったことでトレーニングを積んだ結果、利き足でない左足のキックの精度が高くなった。
左利きと錯覚するほど破壊力に優れた左足をもっている。ある記事では、「"人工左利き"CBとニックネームをつけたい」とも記されている。

## 関連記事
- 愛媛FCの選手一覧
- いわてグルージャ盛岡の選手一覧
- 特別指定選手としてJリーグクラブに登録された選手一覧